# محسن بوهلال
محسن بوهلال (22 أبريل 1970 – 5 أبريل 2025) هو لاعب كرة قدم مغربي. لعب مع نادي الجيش الملكي، وشارك في كأس الأمم الإفريقية 1992 و الألعاب الأولمبية الصيفية 1992.

## المسيرة
لعب بوهلال في مركز مدافع. بدأ مسيرته الكروية في نادي الاتحاد التوركي، ثم انتقل إلى نادي الجيش الملكي في موسم 1988-1989، ولعب معه لعدة سنوات. مع فريق الجيش الملكي، فاز بـالبطولة الوطنية المغربية سنة 1989، وكأس العرش في موسم 1998-1999. كما بلغ الفريق نهائي كأس العرش في سنوات 1990 و 1996 و 1998. شارك مع فريقه في كأس العالم العسكرية لكرة القدم سنوات 1989، 1994، و 1996.

### المسيرة الدولية
على الصعيد الدولي، لعب 38 مباراة مع منتخب المغرب لكرة القدم خلال التسعينيات، كما لعب مع منتخب المغرب تحت 23 بين 1990 و 1996. شارك في ألعاب البحر الأبيض المتوسط، وكذلك في تصفيات كأس العالم 1994، وتصفيات كأس الأمم الإفريقية 1998 [الإنجليزية].

### المسيرة التدريبية
عمل بوهلال مدرباً مساعداً في نادي الجيش الملكي تحت قيادة عبد الرحيم طالب، ما بين يوليو 2019 و 28 ديسمبر 2020. ثم أصبح مدرباً مؤقتاً للفريق حتى يناير 2021. وفي يوليو من نفس السنة، انتقل إلى منصب مساعد مدرب في سطاد المغربي الذي ينشط في الدرجة الثانية، ثم أصبح مدربه الرئيسي حتى يناير 2023.

## روابط خارجية
- محسن بوهلال على موقع أوليمبيديا (الإنجليزية)